# Bryum prionotes
Bryum prionotes là một loài rêu trong họ Bryaceae. Loài này được J. Shaw mô tả khoa học đầu tiên năm 1878.